# Tomette de brebis
La tomette de brebis est un fromage français de la même origine que l'ossau-iraty dont elle est proche. 
C'est un fromage à base de  lait de brebis, à pâte pressée non cuite, d'un poids moyen de 600 grammes. 
Sa période de dégustation optimale s'étale de juin à décembre après un affinage de 3 mois, mais il est aussi excellent de mai à février.